# Estivareilles, Allier

Estivareilles este o comună în departamentul Allier din centrul Franței. În 1 ianuarie 2022 avea o populație de 1.114 de locuitori.